# Kiiči Mijazawa
Kiiči Mijazawa (japonsky: 宮澤 喜一, Mijazawa Kiiči; 8. dubna 1919, Fukujama – 28. června 2007, Tokio) byl japonský politik a 78. japonský ministerský předseda v letech 1991–1993, ministr zahraničí 1974–1976.

## Vzdělání a politické začátky
Mijazawa se narodil ve Fukujamě v prefektuře Hirošima. Na Tokijské císařské univerzitě vystudoval práva. Od roku 1942 pracoval pro ministerstvo financí. V roce 1953 byl zvolen do Horní komory japonského parlamentu, zde pracoval do roku 1967, kdy přešel do Dolní sněmovny.

## Vrcholná politika
Mijazawa zastával řadu důležitých pozic. V roce 1970 se stal na rok ministrem pro pořádání Světové výstavy v Ósace, v letech 1974–1976 byl ministrem zahraničních věcí; v letech 1977–1978 byl generálním ředitelem Agentury pro ekonomické plánování, 1984–1986 šéfem sekretariátu vlády. V roce 1987 si ho vybral premiér Noboru Takešita jako svého ministra financí, ale o rok později musel v důsledku korupční aféry rezignovat. Stal se také členem mezinárodní Trilaterální komise, která vznikla v roce 1973 z iniciativy Davida Rockefellera, a která má přispívat k politické a ekonomické spolupráci zemí Evropy, Severní Ameriky a Pacifiku.

## V úřadě premiéra
V roce 1991 byl zvolen předsedou vládnoucí liberálně demokratické strany a současně převzal 5. listopadu i úřad ministerského předsedy. Jeho vláda schválila zákon, podle něhož může Japonsko vysílat do zahraničí vojenské mírové síly, a uzavřela obchodní smlouvu s USA. Mijazawa rovněž představil vizi ekonomických reforem pro povzbuzení japonského hospodářství v 90. letech. V roce 1993 předsedal skupině zemí G8. 9. srpna 1993 rezignoval, když jeho vláda ztratila důvěru parlamentu. Tím skončilo období nepřetržité vlády liberálně demokratické strany v zemi.
Později se Mijazawa vrátil do politiky jako stínový ministr, v letech 1999–2002 byl opět ministrem financí ve vládách Keizó Obučiho a Joširó Moriho. V roce 2003 se definitivně vzdal svého parlamentního křesla a odešel na odpočinek.